# Torneo de Cagliari 2021
El Sardegna Open 2021 fue un evento de tenis profesional de la categoría ATP 250 que se jugó en tierra batida. Se trató de la 1.a  y única edición del torneo que formó parte del ATP Tour 2021. Se disputó en Cagliari, Italia del 5 al 11 de abril del 2021 en el Tennis Club Cagliari.

## Distribución de puntos
| Modalidad            | Campeón | Finalista | Semifinales | Cuartos de final | 2ª ronda | 1ª ronda | Clasificados | 2ª ronda de clasificación | 1ª ronda de clasificación |
| Individual masculino | 250     | 165       | 100         | 50               | 25       | 0        | 13           | 7                         | 0                         |
| Dobles masculino     | 250     | 150       | 90          | 45               | 20       | 0        | -            | -                         | -                         |

## Cabezas de serie

### Individuales masculino
| Tenista              | Ranking | Preclasificado |
| Daniel Evans         | 29      | 1              |
| Taylor Fritz         | 32      | 2              |
| Lorenzo Sonego       | 34      | 3              |
| Nikoloz Basilashvili | 38      | 4              |
| Jan-Lennard Struff   | 42      | 5              |
| John Millman         | 43      | 6              |
| Guido Pella          | 48      | 7              |
| Tommy Paul           | 53      | 8              |

- Ranking del 22 de marzo de 2021.[2]

### Dobles masculino
| Tenistas                       | Ranking | Preclasificado |
| Marcelo Melo Jean-Julien Rojer | 43      | 1              |
| Simone Bolelli Andrés Molteni  | 133     | 2              |
| Matthew Ebden Divij Sharan     | 138     | 3              |
| Lloyd Glasspool Jonny O'Mara   | 165     | 4              |

## Campeones

### Individual masculino
Lorenzo Sonego venció a  Laslo Djere por 2-6, 7-6(7-5), 6-4

### Dobles masculino
Lorenzo Sonego /  Andrea Vavassori vencieron a  Simone Bolelli /  Andrés Molteni por 6-3, 6-4